# Christina Milian
Christine Marie Flores (Jersey City, 1981. szeptember 26. –), ismertebb nevén Christina Milian amerikai színésznő, énekesnő és dalszerző.

## Élete
Milian Jersey Cityben (New Jersey) született, afro-kubai származású. Don Flores és Carmen Milian szülők gyermekeként született, és a marylandi Waldorfban nőtt fel.

## Pályafutása
Milian eredetileg színésznő akart lenni. Első főszerepét a 2003-as Szerelemért szerelem című filmben kapta, majd főszerepet játszott a Csak lazán! és a 2006-os Mezsgye horrorfilmben. Kisebb szerepet játszott az Excsajok szelleme című filmben, majd főszerepet alakított a Hajrá csajok: A nagy összecsapás című DVD-filmben.

## Vállalkozás
Milian édesanyjával és menedzserével, Carmen Milian-nal, valamint Robyn Santiago újságíróval közösen vezetik a Viva Diva Wines-t.

### Egyéb vállalkozások
2010-ben Milian Kasey Osborne és Kelsey-Maree ausztrál zenei duó menedzsere volt. Milian szerint "a lányokban minden megvan ahhoz, hogy a legnagyobb nemzetközi poppáros legyen. A világ készen áll arra, hogy ezek a gyönyörű lányok színpadra lépjenek, és a képernyőn is taroljanak." Elmondta, hogy a duóval dolgozni volt a legizgalmasabb.

## Filmográfia

### Film
| Év   | Magyar cím                       | Eredeti cím                      | Szerep                  | Magyar hang         |
| ---- | -------------------------------- | -------------------------------- | ----------------------- | ------------------- |
| 1999 | Srácok                           | The Wood                         | Lány a táncparketten    |                     |
| 1999 | Amerikai pite                    | American Pie                     | Band Member             |                     |
| 1999 | Vásott kölykök nagy kalandja     | Durango Kids                     | Eleanor "Ellie" Bigelow |                     |
| 2003 | Szerelemért szerelem             | Love Don't Cost a Thing          | Paris Morgan            |                     |
| 2004 | Vas                              | Torque                           | Nina                    | Bálint Sugárka      |
| 2005 | Szemtelen szemtanúk              | Man of the House                 | Anne                    | Csondor Kata        |
| 2005 | Csak lazán!                      | Be Cool                          | Linda Moon              | Németh Borbála      |
| 2006 | Mezsgye                          | Pulse                            | Isabell Fuentes         | Zsigmond Tamara     |
| 2007 | Hógolyó                          | Snowglobe                        | Angela Moreno           |                     |
| 2009 | Excsajok szelleme                | Ghosts of Girlfriends Past       | Keelia                  |                     |
| 2009 | Hajrá csajok: A nagy összecsapás | Bring It On: Fight to the Finish | Catalina "Lina" Cruz    | Zsigmond Tamara     |
| 2010 | Karácsonyi Kupidó                | Christmas Cupid                  | Sloane                  |                     |
| 2013 | Magassági ámor                   | Baggage Claim                    | Taylor                  |                     |
| 2018 | Elmúlt karácsonyok emlékei       | Memories of Christmas            | Noelle                  |                     |
| 2019 | Szerelem első vendéglátásra      | Falling Inn Love                 | Gabriela                | Ligeti Kovács Judit |
| 2021 | Gyógyír a szerelemre             | Resort to Love                   | Erica Wilson            | Mezei Kitty         |
| 2024 | Jövő karácsonykor                | Meet Me Next Christmas           | Layla                   | Zsigmond Tamara     |

## Diszkográfia
- Christina Milian (2001)
- It's About Time (2004)
- So Amazin' (2006)
- 4U (EP) (2015)